# El esqueleto del conde, o la amante vampiro
El esqueleto del conde, o la amante vampiro (The Skeleton Count, or The Vampire Mistress) es un cuento de terror de vampiros, considerada la primera obra del género publicada por una mujer, la autora Elizabeth Caroline Grey. Fue publicada por primera vez en 1828 en el semanario The Casket dentro del género de los Penny Dreadfuls, historias baratas de terror publicadas por entregas. Solo ha sobrevivido una copia de esta edición hasta la actualidad. Posteriormente fue publicada en los Estados Unidos bajo el título Lena Cameron; Or, The Four Sisters (Philadelphia: T.B. Peterson & Bros.) y en 1995 en la colección de relatos The Vampire Omnibus.
En España ha sido recopilada en la antología de relatos de vampiros Sanguinarius de la editorial Valdemar en el año 2009. También ha sido recopilada en la antología de relatos de vampiros Criatures d'ultratomba, en valenciano, en el año 2011.
Este relato muestra los rasgos estereotípicos de las mujeres vampiro góticas: damas aristocráticas de belleza etérea, y al mismo tiempo seductoras, que constituyen un peligro mortal para sus amantes.

## Sinopsis
La historia comienza con un sabio que realiza un pacto con el diablo para adquirir más conocimiento, que utiliza para tratar de crear vida humana, de manera similar a Frankenstein, utilizando la alquimia y la nigromancia. Mediante el saber que ha adquirido consigue devolver la vida a una campesina recién muerta. Ella se enamora de él, pues le considera su creador, y él corresponde a su afecto.
Sin embargo, para mantener su vida artificial la mujer resucitada necesita sangre y no todos ven con buenos ojos su regreso a la vida.